# Rouans
Pour les articles homonymes, voir Rouan.
Rouans ([ʁwɑ̃s] ) est une commune de l'Ouest de la France, située dans le département de la Loire-Atlantique, en région Pays de la Loire.
Ses habitants s'appellent les Rouansais et les Rouansaises.

## Géographie

Situation de Rouans dans le département de la Loire-Atlantique.

La commune fait partie de la Bretagne historique, dans le pays traditionnel du pays de Retz et dans le pays historique du Pays nantais.
La commune de Rouans est située près de la rive sud de l'estuaire de la Loire. Son bourg se trouve à moins de 1,5 km de l'Acheneau, rivière émissaire du lac de Grand-Lieu, à une trentaine de kilomètres à l'ouest de Nantes. La commune est traversée également par le canal de Buzay, dernière section de l'Acheneau.
| Vue             |                           | Le Pellerin     |
|                 | Rouans                    | Cheix-en-Retz   |
| Chaumes-en-Retz | Saint-Hilaire-de-Chaléons | Port-Saint-Père |

### Climat
Pour des articles plus généraux, voir Climat des Pays de la Loire et Climat de la Loire-Atlantique.
En 2010, le climat de la commune est de type climat océanique franc, selon une étude du CNRS s'appuyant sur une série de données couvrant la période 1971-2000. En 2020, Météo-France publie une typologie des climats de la France métropolitaine dans laquelle la commune est exposée à un climat océanique et est dans la région climatique  Bretagne orientale et méridionale, Pays nantais, Vendée, caractérisée par une faible pluviométrie en été et une bonne insolation.
Pour la période 1971-2000, la température annuelle moyenne est de 12,2 °C, avec une amplitude thermique annuelle de 13,1 °C. Le cumul annuel moyen de précipitations est de 829 mm, avec 12,4 jours de précipitations en janvier et 6,1 jours en juillet. Pour la période 1991-2020, la température moyenne annuelle observée sur la station météorologique de Météo-France la plus proche, « Nantes-Bouguenais », sur la commune de Bouguenais à 18 km à vol d'oiseau, est de 12,7 °C et le cumul annuel moyen de précipitations est de 819,5 mm,. Pour l'avenir, les paramètres climatiques de la commune estimés pour 2050 selon différents scénarios d'émission de gaz à effet de serre sont consultables sur un site dédié publié par Météo-France en novembre 2022.

## Urbanisme

### Typologie
Au 1er janvier 2024, Rouans est catégorisée commune rurale à habitat dispersé, selon la nouvelle grille communale de densité à sept niveaux définie par l'Insee en 2022.
Elle est située hors unité urbaine. Par ailleurs la commune fait partie de l'aire d'attraction de Nantes, dont elle est une commune de la couronne,. Cette aire, qui regroupe 116 communes, est catégorisée dans les aires de 700 000 habitants ou plus (hors Paris),.

### Occupation des sols
L'occupation des sols de la commune, telle qu'elle ressort de la base de données européenne d’occupation biophysique des sols Corine Land Cover (CLC), est marquée par l'importance des territoires agricoles (91,9 % en 2018), en diminution par rapport à 1990 (93,9 %). La répartition détaillée en 2018 est la suivante : 
zones agricoles hétérogènes (33,8 %), prairies (32,3 %), terres arables (25,8 %), zones urbanisées (4,3 %), forêts (2,1 %), mines, décharges et chantiers (1,5 %), zones industrielles ou commerciales et réseaux de communication (0,1 %). L'évolution de l’occupation des sols de la commune et de ses infrastructures peut être observée sur les différentes représentations cartographiques du territoire : la carte de Cassini (XVIIIe siècle), la carte d'état-major (1820-1866) et les cartes ou photos aériennes de l'IGN pour la période actuelle (1950 à aujourd'hui).

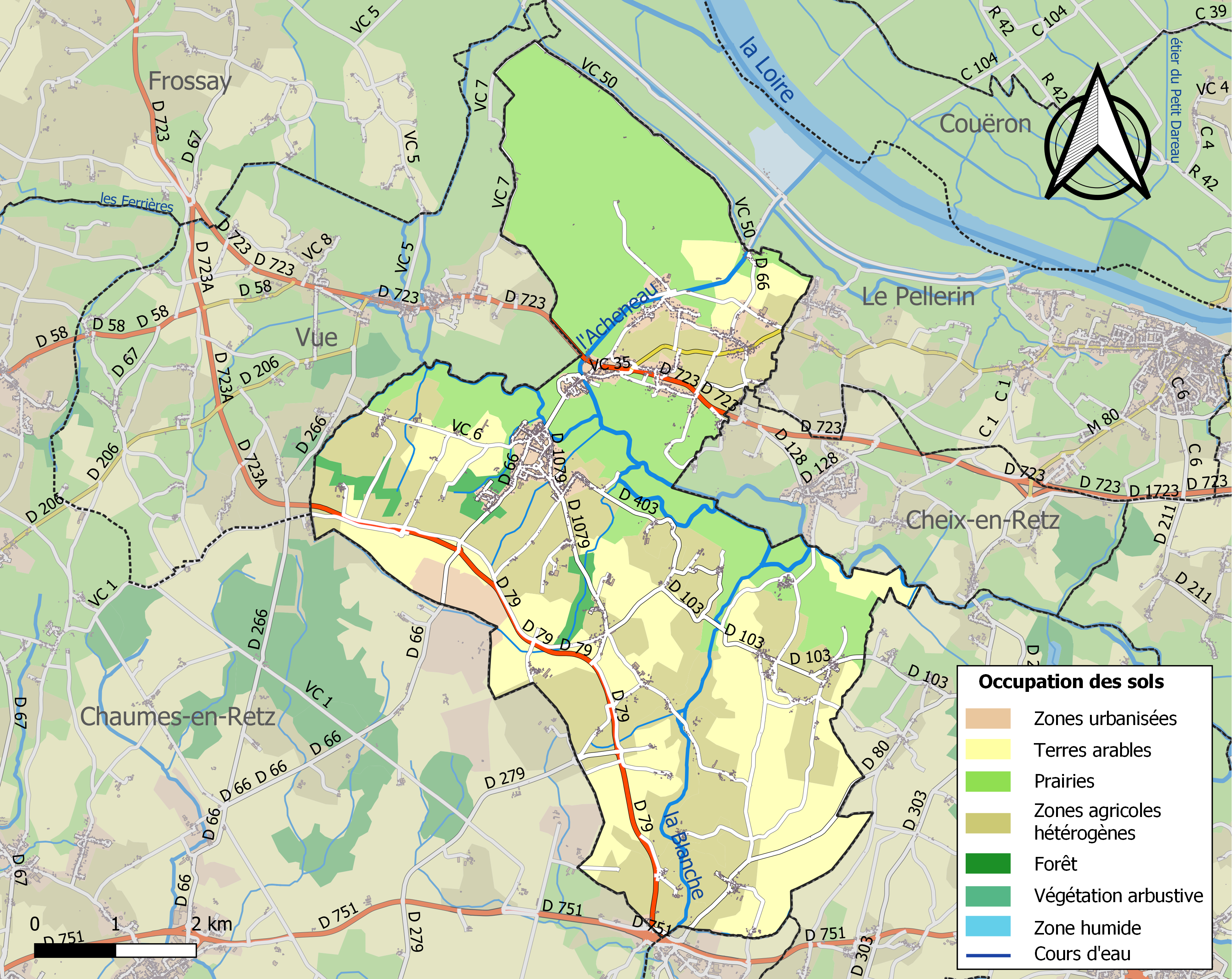
Carte des infrastructures et de l'occupation des sols de la commune en 2018 (CLC).

## Toponymie
Le nom de la localité est attesté sous les formes de Rodente et Rotohenge au XIe siècle (charte de la fondation d'un prieuré pour les moines de l'abbaye Saint-Serge d'Angers), Roem en 1134, Roene en 1269, Rouand en 1287.
Le nom de Rouans est issu du gaulois Rotomagos ou Ratumagos signifiant « marché de la roue » ou « champ de course (de char) », le composé Rotomagus / Ratumagos est aussi l’origine des noms des villes de Rouen, Ruan, etc.,,.
Rouans se trouve en Haute-Bretagne, donc en pays gallo et elle possède un nom en gallo : Róant selon l'écriture ELG, ou ·Rouan selon l'écriture MOGA. En gallo, le nom de la commune se prononce [əʁwɑ̃].
Le nom de la commune est Rodent en breton[réf. nécessaire]. Le breton n'y a jamais été parlé.
Durant la Révolution, la commune porte le nom de Barra-les-Marais.

## Histoire
En 1026, un prieuré est fondé par les moines de l'abbaye Saint-Serge d'Angers. La paroisse est mentionnée sous le nom de Rotohenge, reposant certainement sur une erreur de transcription.
En 1135, l'abbaye cistercienne de Buzay est fondée par Bernard de Clairvaux, à la demande d'Ermengarde d'Anjou, veuve d'Alain IV Fergent et mère de Conan III, dit le Gros, duc de Bretagne. Cette abbaye devint très riche par son commerce du sel, par ses nombreux donateurs et les octrois perçus sur le trafic commercial. Pendant la Révolution française, lors des Guerres de Vendée, l'abbaye fut en partie détruite par le feu. Seule demeure la tour de l'abbaye reconstruite à la fin du XVIIIe siècle.
En 1986, le film Le Grand Chemin de Jean-Loup Hubert sorti en 1987, est tourné principalement à Rouans,.

## Politique et administration
| Période                                  | Période   | Identité          | Étiquette | Qualité                                                                    |
| ---------------------------------------- | --------- | ----------------- | --------- | -------------------------------------------------------------------------- |
| Les données manquantes sont à compléter. |           |                   |           |                                                                            |
| v. 1939                                  |           | Pierre Bernier    | Rad.      | Agriculteur, éleveur et herbager Conseiller d'arrondissement (1910 → 1925) |
|                                          |           | M. Bruneteau      |           |                                                                            |
| mai 1953                                 | mars 1983 | Pierre Ripoche    |           | Ancien négociant                                                           |
| mars 1983                                | juin 1995 | Alfred Lucas      |           | Agriculteur                                                                |
| juin 1995                                | mars 2008 | Renée Ribalet     | DVD       | Agricultrice                                                               |
| mars 2008                                | mai 2020  | Jean-Pierre Lucas | SE        | Agriculteur                                                                |
| mai 2020                                 | En cours  | Jacques Ripoche   | SE        | Ancien ingénieur conseil                                                   |

## Population et société

### Démographie
Selon le classement établi par l'Insee, Rouans fait partie de l'aire urbaine, de la zone d'emploi et du bassin de vie de Nantes. Elle n'est intégrée dans aucune unité urbaine. Toujours selon l'Insee, en 2010, la répartition de la population sur le territoire de la commune était considérée comme « peu dense » : 90 % des habitants résidaient dans des zones « peu denses »  et 10 % dans des zones « très peu denses ».

#### Évolution démographique
L'évolution du nombre d'habitants est connue à travers les recensements de la population effectués dans la commune depuis 1793. Pour les communes de moins de 10 000 habitants, une enquête de recensement portant sur toute la population est réalisée tous les cinq ans, les populations de référence des années intermédiaires étant quant à elles estimées par interpolation ou extrapolation. Pour la commune, le premier recensement exhaustif entrant dans le cadre du nouveau dispositif a été réalisé en 2006.

En 2022, la commune comptait 3 272 habitants, en évolution de +12,32 % par rapport à 2016 (Loire-Atlantique : +6,68 %, France hors Mayotte : +2,11 %).
| 1793  | 1800  | 1806  | 1821  | 1831  | 1836  | 1841  | 1846  | 1851  |
| ----- | ----- | ----- | ----- | ----- | ----- | ----- | ----- | ----- |
| 2 114 | 1 397 | 1 708 | 2 164 | 1 998 | 1 991 | 2 499 | 2 245 | 2 227 |

| 1856  | 1861  | 1866  | 1872  | 1876  | 1881  | 1886  | 1891  | 1896  |
| ----- | ----- | ----- | ----- | ----- | ----- | ----- | ----- | ----- |
| 2 164 | 2 137 | 2 124 | 2 258 | 2 310 | 2 256 | 2 367 | 2 265 | 2 183 |

| 1901  | 1906  | 1911  | 1921  | 1926  | 1931  | 1936  | 1946  | 1954  |
| ----- | ----- | ----- | ----- | ----- | ----- | ----- | ----- | ----- |
| 2 191 | 2 137 | 2 077 | 1 784 | 1 642 | 1 543 | 1 540 | 1 514 | 1 550 |

| 1962  | 1968  | 1975  | 1982  | 1990  | 1999  | 2006  | 2011  | 2016  |
| ----- | ----- | ----- | ----- | ----- | ----- | ----- | ----- | ----- |
| 1 520 | 1 443 | 1 447 | 1 710 | 1 891 | 2 131 | 2 498 | 2 721 | 2 913 |

| 2021  | 2022  | - | - | - | - | - | - | - |
| ----- | ----- | - | - | - | - | - | - | - |
| 3 203 | 3 272 | - | - | - | - | - | - | - |

#### Pyramide des âges
La population de la commune est relativement jeune.
En 2018, le taux de personnes d'un âge inférieur à 30 ans s'élève à 37,0 %, soit en dessous de la moyenne départementale (37,3 %). À l'inverse, le taux de personnes d'âge supérieur à 60 ans est de 19,9 % la même année, alors qu'il est de 23,8 % au niveau départemental.
En 2018, la commune comptait 1 505 hommes pour 1 510 femmes, soit un taux de 50,08 % de femmes, légèrement inférieur au taux départemental (51,42 %).
Les pyramides des âges de la commune et du département s'établissent comme suit.
| Hommes | Classe d’âge | Femmes |
| ------ | ------------ | ------ |
| 0,8    | 90 ou +      | 2,3    |
| 5,3    | 75-89 ans    | 8,4    |
| 12,1   | 60-74 ans    | 11,0   |
| 22,0   | 45-59 ans    | 20,4   |
| 22,4   | 30-44 ans    | 21,3   |
| 13,9   | 15-29 ans    | 14,1   |
| 23,5   | 0-14 ans     | 22,6   |

| Hommes | Classe d’âge | Femmes |
| ------ | ------------ | ------ |
| 0,6    | 90 ou +      | 1,8    |
| 6      | 75-89 ans    | 8,6    |
| 15,1   | 60-74 ans    | 16,4   |
| 19,4   | 45-59 ans    | 18,8   |
| 20,1   | 30-44 ans    | 19,3   |
| 19,2   | 15-29 ans    | 17,4   |
| 19,5   | 0-14 ans     | 17,6   |

## Culture et patrimoine

### Lieux et monuments

#### Monuments civils
De nombreux moulins se trouvent sur le site de la commune.

#### Monuments religieux

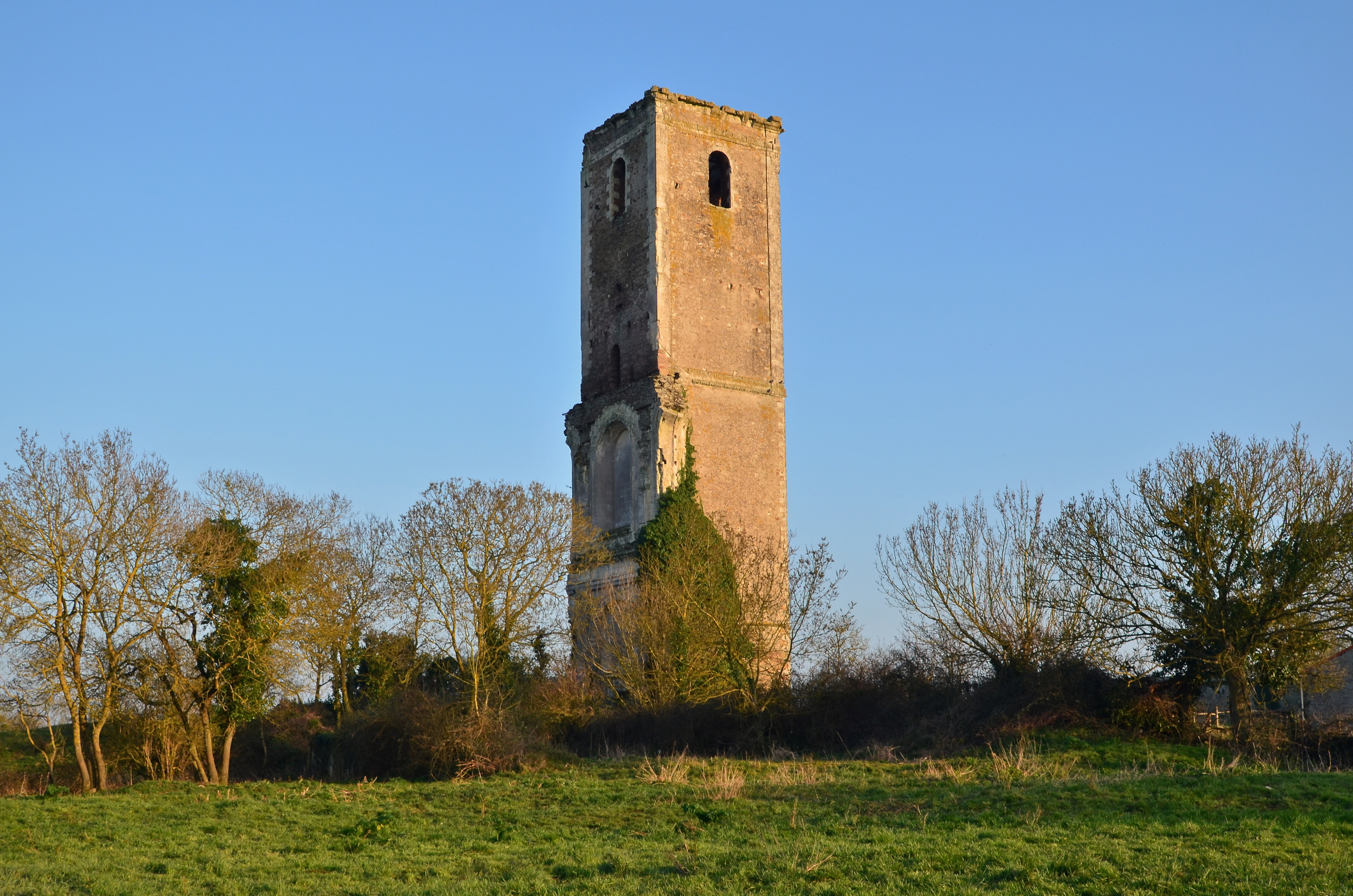
Tour de l'abbaye de Buzay.

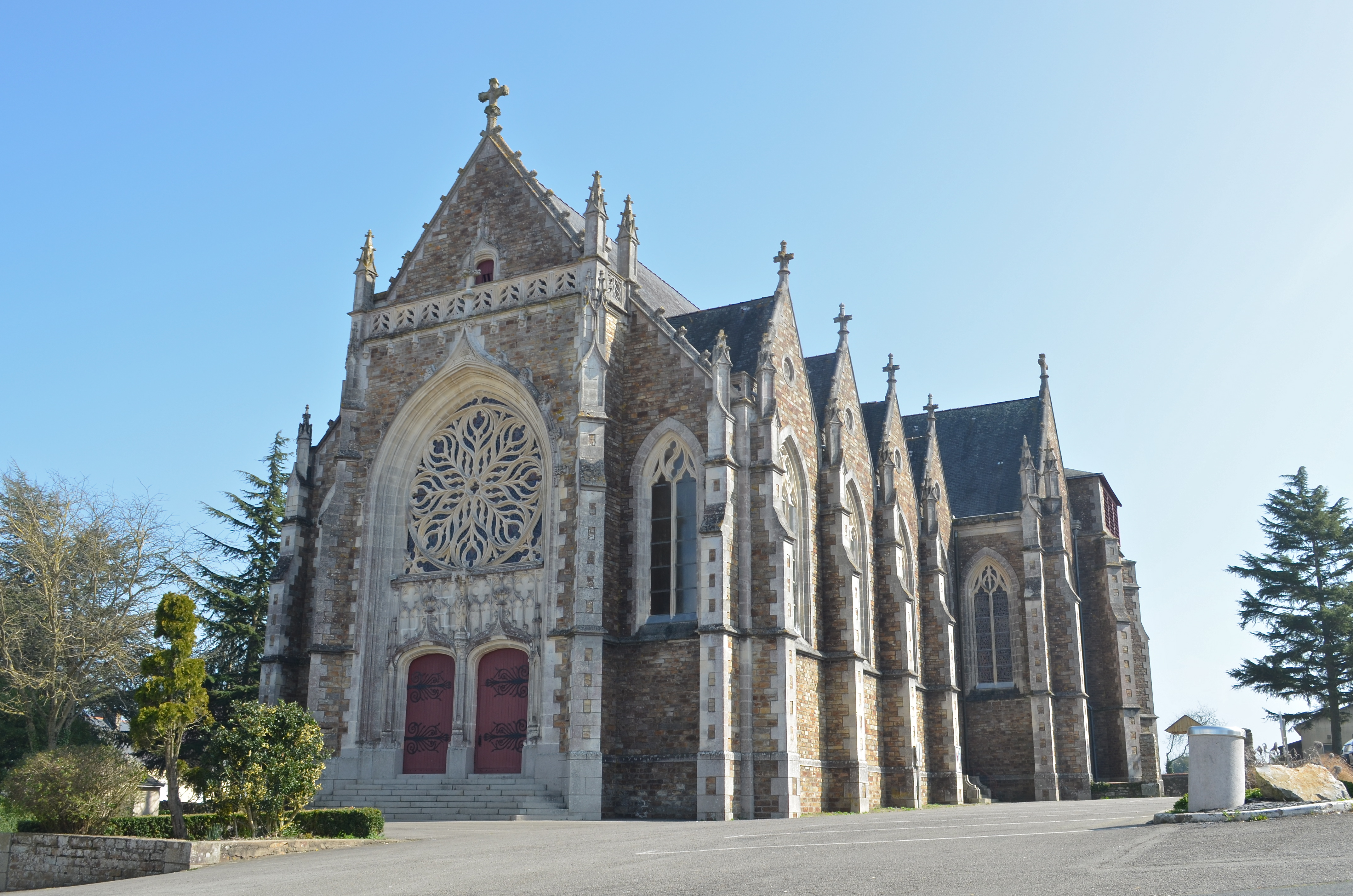
L'église de Rouans.

- La tour de l'abbaye Notre-Dame de Buzay, le seul vestige de l'abbaye cistercienne fondée par Bernard de Clairvaux et incendiée pendant la Révolution française, lors des guerres de Vendée. Cette tour est reconstruite à la fin du XVIIIe siècle.
- L'église Saint-Martin datant du début du XXe siècle, œuvre de l'architecte Théodore Nau. Cette église remplace l'ancienne église Saint-Martin édifiée au XVIIe siècle.

### Héraldique
| Blason | Blasonnement : D'argent à la roue d'horloge de sable. Commentaires : Armes du Prieuré de Rouans concédées le 9 décembre 1701 (supplément de l'Armorial Général le 20 décembre 1703 – enregistré payé 40 livres). Blason (délibération municipale du 18 mars 1962) enregistré le 19 juillet 1970. |

### Personnalités liées à la commune
- Bernard de Clairvaux (1090 - 1153) fondateur de l'abbaye cistercienne de Buzay.
- Hippolyte-Étienne Etiennez (1832 - 1908), maire de Nantes de 1896 à 1899, est mort à Rouans.
- Anne-Françoise Moreau, en religion sœur Marie de Saint-Just (1866 - 1900), née à Rouans, canonisée le 1er octobre 2000.
- Jean-Loup Hubert (né en 1949) est un réalisateur français.

### Médias
Le film Le Grand Chemin (avec Anémone et Richard Bohringer) de Jean-Loup Hubert a été tourné à Rouans en 1986,.

### Internet
Le Plan France très haut débit prévoit le déploiement de la fibre optique sur Rouans à l'horizon 2020.